# Here We Go! (álbum de Walk off the Earth)
Here We Go! (estilizado en mayúsculas) es el quinto álbum de estudio de la banda canadiense Walk off the Earth. Fue publicado el 25 de octubre de 2019 por Golden Carrot Records.

## Antecedentes y lanzamiento
El 30 de diciembre de 2018, la banda anunció a través de sus redes sociales el fallecimiento por causas naturales de Mike "Beard Guy" Taylor, tecladista y vocalista ocasional. Con el fin de rendir tributo al intérprete, Walk off the Earth llevó a cabo un concierto el 10 de enero de 2019 en Burlington, Ontario, acompañada de bandas y artistas como Scott Helman, Saint Alvia, Monster Truck, Arkells y Barenaked Ladies. El evento fue transmitido por la cadena canadiense CBC.
El 24 de mayo de 2019, se publicó el lyric video de la canción "Mike's Song", dedicada a Taylor. El 17 de agosto, la banda anunció a través de Instagram el lanzamiento de la canción "I'll Be There", liberada el día 23 del mismo mes. Un mes más tarde, la banda publicó la canción "Home Alone" y anunció el lanzamiento de su quinto álbum de estudio, titulado "Here We Go!", cuatro años después de Sing It All Away. Joel Cassady, baterista del grupo, afirmó que el álbum trata de "positividad, unión, sentirse bien y festejar la vida", además de que fue la forma que encontró la banda de sobrellevar la tragedia y agradecer el apoyo de sus seguidores.
El álbum, que fue dado a conocer el 25 de octubre de 2019, está compuesto por 10 canciones originales. "Mike's Song", "I'll Be There" y "Home Alone" sirvieron como sencillos publicitarios, previos al lanzamiento del disco. Además, la última canción, titulada "Dreamers", cuenta con la colaboración del dúo canadiense de EDM DVBBS. Si bien, Ryan Marshall participó de la composición del álbum, fue acreditado como artista invitado (bajo el pseudónimo de "Marshall") en esta última pista con el objetivo de promocionar su carrera como solista, tras anunciar su separación de la banda. Here We Go! es el primer disco lanzado con la discográfica Golden Carrot Records.
El 18 de noviembre, Walk off the Earth presentó la gira musical "The HERE WE GO! Tour" con el fin de publicitar el álbum. Dicha gira cuenta con fechas anunciadas en Estados Unidos, Canadá y Australia y fecha de inicio en enero de 2020.
En vísperas de año nuevo, el grupo se presentó e interpretó los tres sencillos del álbum en el evento de fin de año de la CBC en las Cataratas del Niágara, tras cancelar su presentación en 2018. Al evento asistieron alrededor de 10000 espectadores.
Parte de los fondos recaudados gracias a "Mike's Song" fueron destinados a la fundación de caridad canadiense MusiCounts, la cual entrega instrumentos musicales a niños con pocos recursos. Asimismo, tras la publicación del video musical de "I'll Be There", la banda lleva adelante una campaña contra la adicción con la creación del sitio web ibtforyou.com.

## Lista de canciones
| N.º | Título                            | Duración |  |
| 1.  | «I'll Be There»                   | 2:49     |  |
| 2.  | «Home Alone»                      | 2:57     |  |
| 3.  | «Addicted»                        | 3:02     |  |
| 4.  | «Here We Go! (Overtime)»          | 3:32     |  |
| 5.  | «Under A Tree»                    | 2:51     |  |
| 6.  | «Mike's Song»                     | 3:14     |  |
| 7.  | «Lost In You»                     | 3:32     |  |
| 8.  | «Co-Star»                         | 2:54     |  |
| 9.  | «I Do It All For You»             | 2:38     |  |
| 10. | «Dreamers» (con DVBBS y Marshall) | 3:10     |  |

## Créditos[2]
- Composición: Walk off the Earth, Jerrod Bettis, Sarah Blackwood, Joel Cassady, Raul Cubina, DVBBS, Ian Franzino, Andrew Haas, Ryan Marshall, Michael Matosic, Gianni Luminati, James Norton, Thomas "Tawgs" Salter, Skyler Stonestreet, Casey Smith, David Speirs, Tokyo Speirs, Jake Torrey, Diedrik Van Elsas, Dominique Vellutato, Parrish Warrington, Mark Carl Williams

- Producción: Afterhrs, Thomas Duttom, Gianni Luminati, Tokyo Speirs, Trackside

- Portada e ilustraciones: Andrew Cook, Melissa Robinson

- Artistas invitados: DVBBS, Marshall

## Posicionamiento en listas
Here We Go! alcanzó el puesto 44 del Billboard 200, constituyendo la mejor posición lograda por la banda en dicha lista. El disco consiguió el tercer puesto del Canada's Top Albums Chart y debutó en el puesto 11 del Canadian Albums Chart, trepando luego a la novena posición. También logró ingresar a las listas de Alemania (98°), Reino Unido (97°), Francia (81°) y Australia (63°).